# Hugo Drechou
Hugo Drechou, né le 31 mai 1991 à Céret, est un coureur cycliste français spécialisé dans le VTT cross-country, membre de SCOTT Creuse Oxygène et de L'équipe de France de VTT.
Il remporte la médaille de bronze du relais mixte en VTT cross-country lors des championnats du monde de VTT et de trial 2009.
Il remporte la médaille d'argent au classement général de la coupe du monde de VTT espoirs en 2013.
Il est vice-champion de France de VTT en 2014 aux Ménuires.
Il remporte le Roc d'Azur 2023.

## Palmarès en VTT

### Championnats du monde
- Canberra 2009
  -  Médaillé de bronze du relais mixte

### Coupe du monde
- Coupe du monde de cross-country espoirs
  - 2013 : 2e du classement général, vainqueur d'une manche
- Coupe du monde de cross-country
  - 2018 : 30e du classement général
  - 2019 : 58e du classement général
  - 2021 : 107e du classement général
  - 2023 : 87e du classement général

### Championnats d'Europe
- Berne  2013
  -  Médaillé de bronze du cross-country espoirs

### Championnats de France
- 2013
  - 2e du cross-country espoirs
- 2014
  - 2e du cross-country
- 2015
  - 2e du cross-country marathon
- 2019
  - 3e du cross-country marathon
- 2020
  -  Champion de France de cross-country marathon
- 2023
  - 2e du cross-country marathon
- 2024
  -  Champion de France de cross-country marathon
- 2025
  - 2e du cross-country marathon